# Marquinhos (Fußballspieler, 2003)
Marquinhos (* 7. April 2003 in São Paulo; bürgerlich Marcus Vinicius Oliveira Alencar) ist ein brasilianischer Fußballspieler, der als Flügelspieler beim FC Arsenal unter Vertrag steht und in seine Heimat an den Cruzeiro EC ausgeliehen ist.

## Karriere

### Verein
Marcus Vinicius Oliveira Alencar, später Marquinhos genannt, wurde in São Paulo geboren und spielte ab 2010 für den Lokalverein FC São Paulo, wo er seine fußballerische Ausbildung erhielt und im April 2021 einen Profivertrag unterzeichnete. Er gab sein Ligadebüt für den FC São Paulo am 11. Juli 2021, als er in der 78. Minute beim 1:0-Heimsieg in der Série A gegen den EC Bahia eingewechselt wurde. Sein erstes Tor im Profifußball erzielte er am 21. Juli 2021 bei einem 3:1-Auswärtssieg in der Copa Libertadores gegen Racing Club de Avellaneda aus Argentinien. Bei São Paulo kam er in seiner Debütsaison in 22 Ligaspielen zum Einsatz. Daneben konnte er mit dem Verein auch die begehrte Staatsmeisterschaft von São Paulo gewinnen, wobei er in 13 Spielern zum Einsatz kam, in denen er zwei Treffer erzielen konnte.
Am 13. Juni 2022 unterschrieb Marquinhos einen langfristigen Vertrag beim FC Arsenal, nachdem er zuvor einen Vorvertrag bei den Wolverhampton Wanderers unterschrieben hatte, was zur Androhung rechtlicher Schritte vonseiten der Wolves führte. Bei Arsenal startete er als Spieler in der Reservemannschaft.
Am 8. September gab Marquinhos beim 2:1-Auswärtssieg in der UEFA Europa League gegen den FC Zürich sein Pflichtspieldebüt für die A-Mannschaft des FC Arsenal, wo er sein erstes Tor für den Verein und im europäischen Wettbewerb erzielte und auch eine Vorlage lieferte.
Im Januar 2023 wurde Marquinhos bis zum Ende der Saison 2022/23 an den Zweitligisten Norwich City verliehen.
Im August 2023 lieh der französische Erstligist FC Nantes Marquinhos für die Saison 2023/24 aus. Nachdem er bei Nantes bis Jahresende 2023 nur 150 Spielminuten hatte sammeln können, wurde das Leihgeschäft im Januar 2024 vorzeitig beendet. Auch im Anschluss spielte er keine Rolle in der Kaderplanung von Arsenal. Marquinhos wurde in seine Heimat verliehen. 2024 trat er beim Fluminense FC in Rio de Janeiro an. Zum Jahresanfang 2025 wurde der Spieler an den Cruzeiro EC nach Belo Horizonte ausgeliehen.

### Nationalmannschaft
Marquinhos ist aktueller Jugendnationalspieler seines Heimatlandes und nahm 2019 mit der U-17-Nationalmannschaft Brasiliens an der U-17-Fußball-Südamerikameisterschaft teil. 2023 war er Teil des Aufgebots Brasiliens bei der U20-Fußball-Weltmeisterschaft in Argentinien und erreichte mit dem Team das Halbfinale.

## Erfolge
São Paulo
- Staatsmeister von São Paulo: 2021

Fluminense
- Recopa Sudamericana: 2024